# ラベマイまこと
ラベマイ まこと（LAVEMAI Makoto、1997年7月2日 - ）は、日本の女子ラグビーユニオン選手。旧姓は江渕（えぶち）。横河武蔵野アルテミ・スターズ所属。

## プロフィール
- 福岡県出身[1]。
- 身長 164cm、体重 67kg
- 夫もラグビー選手のシオネ・ラベマイ[2](現・東京サントリーサンゴリアス)。
- ポジションはプロップ(PR)。
- 女子日本代表キャップ数は20(2022年11月現在)。夫婦共に日本代表は初。

## 来歴
高校1年生からラグビーを始めた。
2016年、福岡高校卒業後、青山学院大学に入る。
2017年、女子ラグビーワールドカップ2017の15人制女子日本代表に選ばれた。
2020年、青山学院大学卒業後、凸版印刷に入社。
2022年、ラグビーワールドカップ2021の女子日本代表に選ばれた。